# Geladene Pistolen
Geladene Pistolen ist ein US-amerikanischer Western aus dem Jahr 1948 von John English mit Gene Autry und Barbara Britton in den Hauptrollen.

## Handlung
Bei einem Würfelspiel wird Ed Norton erschossen. Eds Freund Gene Autry will den Mörder finden. In einem alten Haus stößt er auf Larry Evans, der des Mordes verdächtigt wird. Er versteckt sich dort und wird von seiner Schwester Mary versorgt. Mary ist von Larrys Unschuld überzeugt. Beide mochten Ed, der sich um die beiden nach dem Tod ihres Vaters kümmerte. Auch Gene kommt zu dem Schluss, dass Larry unschuldig ist und bietet seine Hilfe an. 
Gene erfährt, dass Ed mit Larrys Pistole erschossen wurde, die Larry aber als Wetteinsatz abgegeben hat, so dass jeder Ed damit erschießen konnte. Um Larry vor seinen Verfolgern zu schützen, bringt Gene ihn in der Hütte des Goldsuchers Jim Hedge unter. Larry erklärt ihm, dass er mit Dave Randall und Don Mason Karten gespielt habe und diese ihm vorgeschlagen haben, seine Waffe als Einsatz zu bieten. Gene reitet in die Stadt. Dort bietet Mason Mary an, die Evans-Ranch zu kaufen und Larry zur Flucht über die Grenze zu verhelfen. Gene hört das Gespräch mit und ist über den Preis erstaunt, den Mason zu zahlen bereit ist. Gene wird von Sheriff Cramer verfolgt, kann aber Larry rechtzeitig warnen. Dennoch ist Larry überzeugt, dass Gene ihn hintergehen will. 
Am nächsten Morgen reitet Gene mit Jim zur Evans-Ranch, wo Larry ihn erwartet und zur Rede stellen will. Nach einem kurzen Kampf erkennt Larry, dass Gene auf seiner Seite ist. Während Gene und Jim sich um Jims scheinbar defekten Kompass kümmern, wird Larry von Cramer verhaftet. Gene kann Mason als Mörder entlarven, der mit seinen Komplizen Randall und Bill Otis die Ranch an sich bringen will. Unter der Ranch befindet sich eine reiche Eisenerzader, der Grund für die falschen Anzeigen von Jims Kompass. Larry ist rehabilitiert und kann mit Mary eine Erzmine eröffnen.

## Produktion

### Hintergrund
Gedreht wurde der Film vom 4. bis zum 22. Mai 1948 in den Alabama Hills, auf der Iverson Movie Ranch in Chatsworth und auf der Movie Ranch von Ray Corrigan im Simi Valley.

### Besetzung
In kleinen nicht im Abspann erwähnten Nebenrollen traten Richard Alexander, Heinie Conklin, Snub Pollard und Dorothy Vernon auf. Ebenfalls unerwähnt blieb Stanley Blystone als Ed Norton.

### Musik
Folgende Songs wurden im Film gespielt:
- Loaded Pistols von Johnny Lange und Hy Heath
- Pretty Mary von Gene Autry, Oakley Haldeman, Jim McDonald und Bob Mitchell
- Jimmy Crack Corn (The Blue Tail Fly) von Daniel Decatur Emmett
- When the Bloom Is on the Sage von Fred Howard und Nat Vincent
- A Boy from Texas, a Girl from Tennessee von Jack Segal, Joseph McCarthy und John Benson Brooks

Mischa Bakaleinikoff war der musikalische Direktor.

## Veröffentlichung
Die Premiere des Films fand am 15. Dezember 1948 in Hollywood statt. In der Bundesrepublik Deutschland kam er am 18. Februar 1953 in die Kinos.

## Kritiken
Das Lexikon des internationalen Films schrieb: „Harmloser Serien-Western mit viel Action und den gefühlvollen Liedern des durch das Radio populär gewordenen Gene Autry.“
Der Kritiker des TV Guide sah einen Autry-Western mit rasanter Action.